# Stanisław Bańbuła
Stanisław Bańbuła – polski dyplomata.
Syn Stanisława. Po 1945 został urzędnikiem w Ministerstwie Spraw Zagranicznych Polski Ludowej. Pełnił funkcję kierownika Wydziału Spadków MSZ.

## Publikacje
- Das neuzeitliche Erziehungswesen in Sowjetrussland und in den Vereinigten Staaten Nordamerikas. Ein Vergleich (1946)

## Odznaczenia i ordery
- Srebrny Krzyż Zasługi (1953)[2]